# Ахль аль-Байт
Ахль аль-Байт (от араб. أهل البيت‎ ’ахль аль-байт, «люди дома») — принятое в исламской традиции обозначение семейства пророка Мухаммеда. В доисламской Аравии так называли членов правящего в клане семейства.

## Определение
Сунниты толкуют понятие «Ахль аль-Байт» расширенно, включая в него близких к пророку Мухаммаду людей. Одни авторы включают сюда алидов (потомков двоюродного брата Мухаммада Али и дочери Мухаммада Фатимы) и аббасидов (потомков аль-Аббаса — дяди Мухаммада). Другие причисляют к Ахль аль-Байт всех хашимитов. В соответствии с 33 аятом суры «Союзники» членами Ахль аль-Байт являются все жены Пророка. Среди потомков дядей Пророка Мухаммада наиболее влиятельными были потомки ‘Аббаса, в частности его сына ‘Абдуллаха; самым известным из них был Али, которого за набожность назвали ас-Саджжадом («Совершающий земные поклоны»), — преследуемый Омейядами, он умер в темнице в 736 году.
Существуют несколько хадисов, в которых Пророк называл Фатиму, Али и их детей Хасана и Хусейна членами своей семьи. В связи с этим большинство шиитов считали Али и его потомков единственными претендентами на власть. Вопрос об исключительных правах Али и его потомков на имамат стал предметом продолжающихся до сегодняшнего дня схоластических споров между суннитами и шиитами. Подавляющее большинство мусульман считают, что духовная власть не может передаваться по наследству и халиф должен прийти к власти так, как это имело место в период правления Праведных халифов.
В период правления династии Омейядов в Халифате сформировалась мощная оппозиция, которая вела борьбу за приведение к власти Ахль аль-Байт. Они разделились на приверженцев Алидов и Аббасидов. В ходе борьбы власть была захвачена Аббасидами. После многих лет преследований и репрессий сторонники Алидов начали процесс догматического закрепления положений шиитского учения. Были написаны богословские сочинения о непогрешимости и абсолютном знании имамов из Ахль аль-Байт, была развита доктрина имамата.
Шииты часто не могли прийти к единому мнению о том, кого именно из многочисленного потомства Али следует объявлять имамами. Каждый действующий имам должен был ясно указать преемника; в большинстве случаев преемник был сыном (реже братом) имама, но даже однозначные указания вызывали споры между сторонниками претендентов. Это привело к распаду шиизма на многочисленные секты, имевшие серьёзные догматические различия. Уже на раннем этапе шиитского движения выделились сторонники Хусайна, сына Али, и его же другого сына — Мухаммада ибн аль-Ханафии (кайсаниты). После смерти сына Хусайна — Али Зайн аль-Абидина сторонники хусейнидской ветви Алидов распались на сторонников его сыновей Мухаммада аль-Бакира и Зейда ибн Али (зейдиты). Ещё один раскол произошел после смерти сына Мухаммада Бакира — Джафара ас-Садика, когда выделились сторонники его сыновей Исмаила (исмаилиты) и Мусы аль-Казима.